# جائزة أستراليا الكبرى للدراجات النارية 1992
جائزة أستراليا الكبرى للدراجات النارية 1992 هو سباق دراجات نارية أقيم بتاريخ 12 أبريل 1992. كان الجولة الثانية من أصل 13 في سباق الجائزة الكبرى للدراجات النارية موسم 1992. فاز الأسترالي ميك دوهان بفئة 500 سي سي بينما جاء الأمريكي وين ريني في المركز الثاني وحصل على المركز الثالث الأسترالي داريل بيتي.

## وصلات خارجية
- الموقع الرسمي